# Holopogon mingusae
Holopogon mingusae là một loài ruồi trong họ Asilidae. Holopogon mingusae được Martin miêu tả năm 1959. Loài này phân bố ở vùng Tân Bắc giới.